# أحمد كاظم عصاد
أحمد کاظم عصاد مواليد 1 يوليو 1976 في العراق، هو لاعب كرة قدم عراقي معتزل لعب لنادي النفط ومنتخب العراق لكرة القدم كمدافع.

## مصدر
1. ↑  Hassanin Mubarak. "Player Database". iraqsport.com. مؤرشف من الأصل في 2001-04-11.
2. ↑  Hassanin Mubarak. "Player Database". iraqsport.com. مؤرشف من الأصل في 2001-04-11.
3. ↑  اللاعب أحمد كاظم عصاد على موقع كووورة، تاريخ الوصول: 2017-01-05.

## وصلة خارجية
- أحمد كاظم عصاد على موقع قاعدة بيانات كرة القدم.إي يو (الإنجليزية)
- أحمد كاظم عصاد على موقع ناشيونال فوتبول تيمز (الإنجليزية)
- أحمد كاظم عصاد على موقع كووورة